# CD Santiagueño
Club Deportivo Santiagueño ist ein salvadorianischer Fußballverein aus Santiago de María, der nur wenige Jahre in der höchsten salvadorianischen Spielklasse spielte, bei der Fußball-Weltmeisterschaft 1982 aber mit 5 Spielern im salvadorianischen WM-Aufgebot vertreten war.

## Geschichte
In der letzten noch inoffiziell ausgetragenen Fußballmeisterschaft von El Salvador im Jahre 1925 erreichte der Verein das Finale, das jedoch 0:4 gegen den Meister Hércules verloren ging. Der nächste Erfolg stellte sich 1937 ein, als die Meisterschaft der Zona Oriental gewonnen wurde.
Der einzige Aufstieg in die höchste Spielklasse des Landes gelang 1978. Nach einem beachtlichen vierten Platz in der ersten Erstligasaison 1978/79 gewann die Mannschaft in der darauffolgenden Saison 1979/80 zum einzigen Mal in der Vereinsgeschichte den Meistertitel und konnte ein Jahr später (1980/81) immerhin noch einmal die Vizemeisterschaft erringen.
Doch von nun an ging es stetig bergab. Nach einem siebten Rang in der wegen Umstellung auf das Kalenderjahr verkürzten Spielzeit 1981 belegte die Mannschaft im folgenden Jahr den letzten Platz und stieg Ende 1982 aus der ersten Liga ab.

## WM-Teilnehmer des Vereins
Das sportlich schlechte Abschneiden im Jahr 1982 wirft durchaus einige Fragen auf, denn immerhin  waren 5 Spieler des Vereins im salvadorianischen WM-Kader desselben Jahres und außer dem Ersatztorhüter Eduardo Hernández kamen auch alle zu mindestens einem Einsatz. So bestritten Abwehrspieler Mario Castillo und Stürmer Ever Francisco Hernández das erste Gruppenspiel gegen Ungarn (das mit einem 1:10-Debakel endete) und Verteidiger Francisco Osorto kam in den beiden darauffolgenden Spielen gegen Belgien (0:1) und Argentinien (0:2) zum Einsatz. Mittelfeldspieler Joaquín Ventura stand sogar in der Anfangsformation aller 3 Begegnungen.

## Erfolge
- Salvadorianischer Meister: 1979/80